# Salto ostacoli
Il salto ostacoli è un termine che identifica una disciplina dell'equitazione, la quale vede impegnato il binomio umano-cavallo, nell'interpretazione e risoluzione di un percorso ad ostacoli. Nell'accezione comune, si parla di concorso ippico.
L'altezza degli ostacoli, la difficoltà del percorso e il numero di ostacoli da superare dipende dalla categoria alla quale si partecipa e dalla preparazione atletica di cavallo e cavaliere.
L'altezza degli ostacoli varia dai 40 cm a 160 cm (e possono superare i 2 metri nelle gare di potenza) con categorie intermedie di 60, 70, 80, 90, 100, 105 (categoria riservata ai pony), 110, 115, 120, 125, 130, 135, 140, 145, 150, 160 (il gran premio è la categoria di salto di maggiore difficoltà tecnica, dotata del montepremi più alto della giornata e non è sempre e necessariamente la categoria più alta del concorso). Il numero di ostacoli varia da 8 a 13 (per i pony che fanno le 40 gli ostacoli sono solo 8) con eventuali combinazioni di più ostacoli dette gabbie.

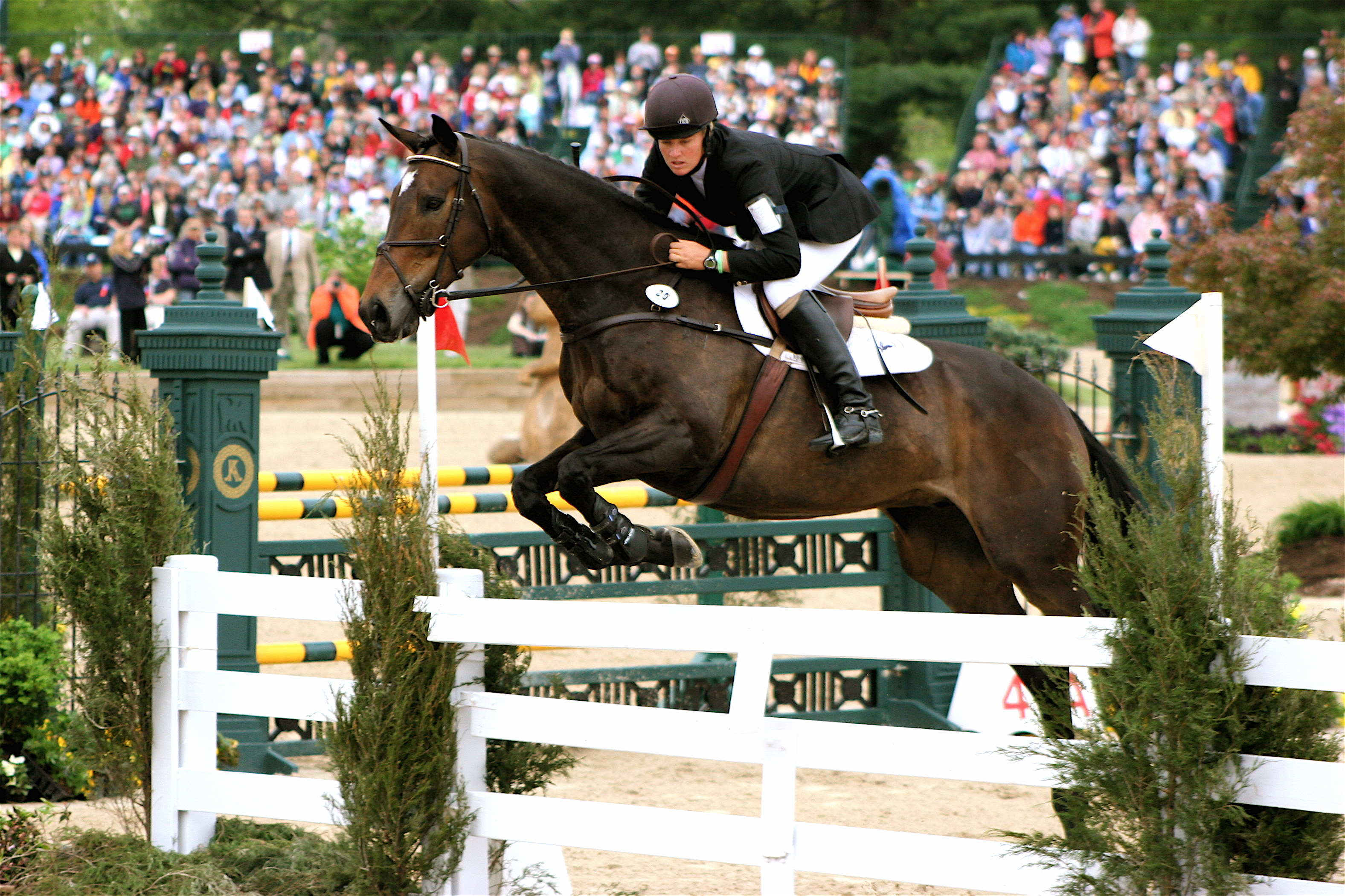
Concorso salto ostacoli

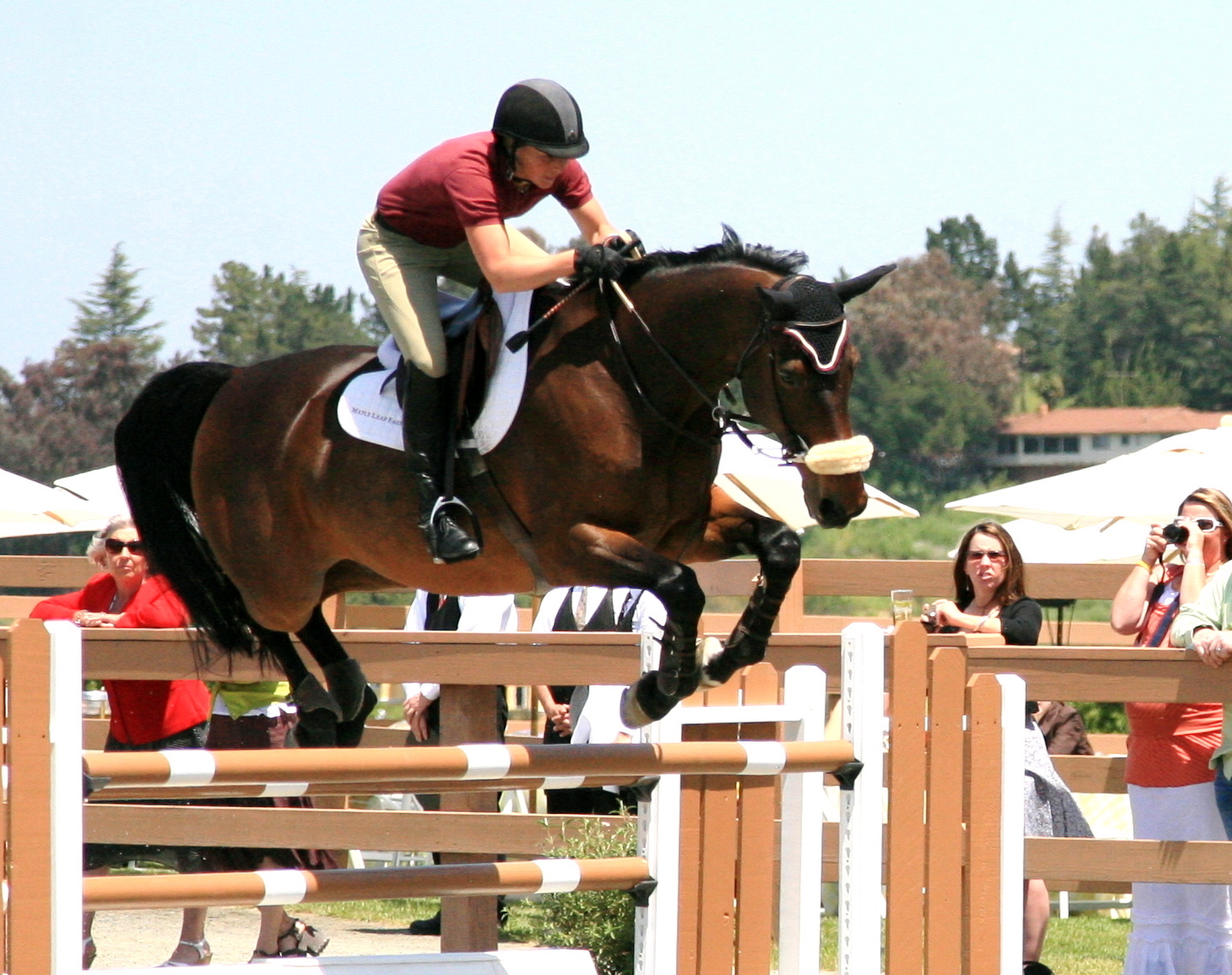
Salto ostacolo

## Storia
L'equitazione è una delle attività più antiche a cui si è dedicato l'essere umano. Il primo manuale a noi pervenuto, La cura e l'alimentazione del cavallo da carro, fu redatto da Kikkuli, maestro di cavalli di origine mitannica, nell'anno 1.350 a.C.. Invece, il più antico e più noto manuale in cui è trattato anche il modo di montare a cavallo è Sull'equitazione di Senofonte.
Nella storia greca e romana chi sapeva montare acquistava un "valore aggiunto" nelle società. Da allora in poi il titolo di cavaliere divenne espressione di nobiltà, ma anche, per contro, nei secoli successivi, i nobili furono costretti ad imparare l'arte di montare per partecipare alla vita politica e militare (vedi, ad esempio, generale L'Hotte, Caprilli).
L'approfondimento tecnico dell'arte di montare a cavallo fu sempre appannaggio della Cavalleria e per questo motivo chi ha scritto libri di tecnica equestre (Grisone, Fiaschi, Pignatelli, Mazzuchelli, Caprilli, ecc.) è spesso collegato all'ambiente militare. Non vi è altra attività umana su cui, nel corso dei secoli, siano stati scritti tanti testi di approfondimento. Ma il rapporto che si stabilì nei secoli tra umani e cavalli, si modificò gradualmente nell'ultimo periodo storico, da quando cioè il motore a scoppio trasformò il modo di viaggiare e di fare la guerra. Dal Novecento in poi, l'equitazione perse la propria importanza utilitaristica e si trasformò in attività prevalentemente ludico-sportiva. Nell'Italia della prima metà del Novecento, si segnalò l'opera del conte Paolo Orsi Mangelli, con la sua celeberrima scuderia.
Il salto a ostacoli nasce nella metà del 1700; nato durante le battute di caccia, dove vi erano molti ostacoli, quindi questa disciplina era considerata molto utile e si diffuse in parecchie scuderie. Il primo concorso si svolse a Parigi nel 1900, lo stesso anno in cui viene incluso nel programma olimpico. Fino metà anni '40 però questi concorsi erano riservati solo ai militari, ma poi a partire dal primo campionato mondiale la Fédération équestre internationale non ne è diventata organizzatrice.

## Tecnica del salto
Fasi del salto.
Nel saltare un ostacolo abbiamo 4 fasi di cui:
1. Ascendente: nell'ultimo tempo di galoppo davanti al salto il cavallo porta sotto i posteriori(chiama i posteriori) che in questo momento saranno appaiati, batte con gli anteriori che consentono l'innalzamento del treno anteriore, allunga l'incollatura verso l'alto e si dà la spinta con i posteriori per sollevarsi.
2. Parabola: Inizia appena il cavallo finisce di darsi la spinta verso l'alto, e stacca gli arti da terra, è la fase in sospensione dove nessun arto tocca terra, è l'apice del salto.
3. Discendente: Inizia nel momento in cui il cavallo si avvicina al terreno e si riceve con gli anteriori abbassando l'incollatura, che poi rileverà per riprendere equilibrio e proseguire la falcata di galoppo; il salto non è altro che un'estensione della falcata di galoppo.
4. Ricezione: Si ricevono gli anteriori in rapida successione, per secondo l'anteriore che dà il nome al galoppo, l'incollatura si distende; segue la fase di sospensione per permettere ai posteriori di raggiungere il terreno e riprendere lo schema del galoppo; l'incollatura si rileva per contro bilanciare. È buona norma per il cavaliere assecondare i l movimento del cavallo mantenendo un costante e morbido contatto con la sua bocca tramite le redini senza disturbarlo in nessun modo, avendo così la prontezza per riprendere a saltare successivamente.

Avvicinamento ad un salto:

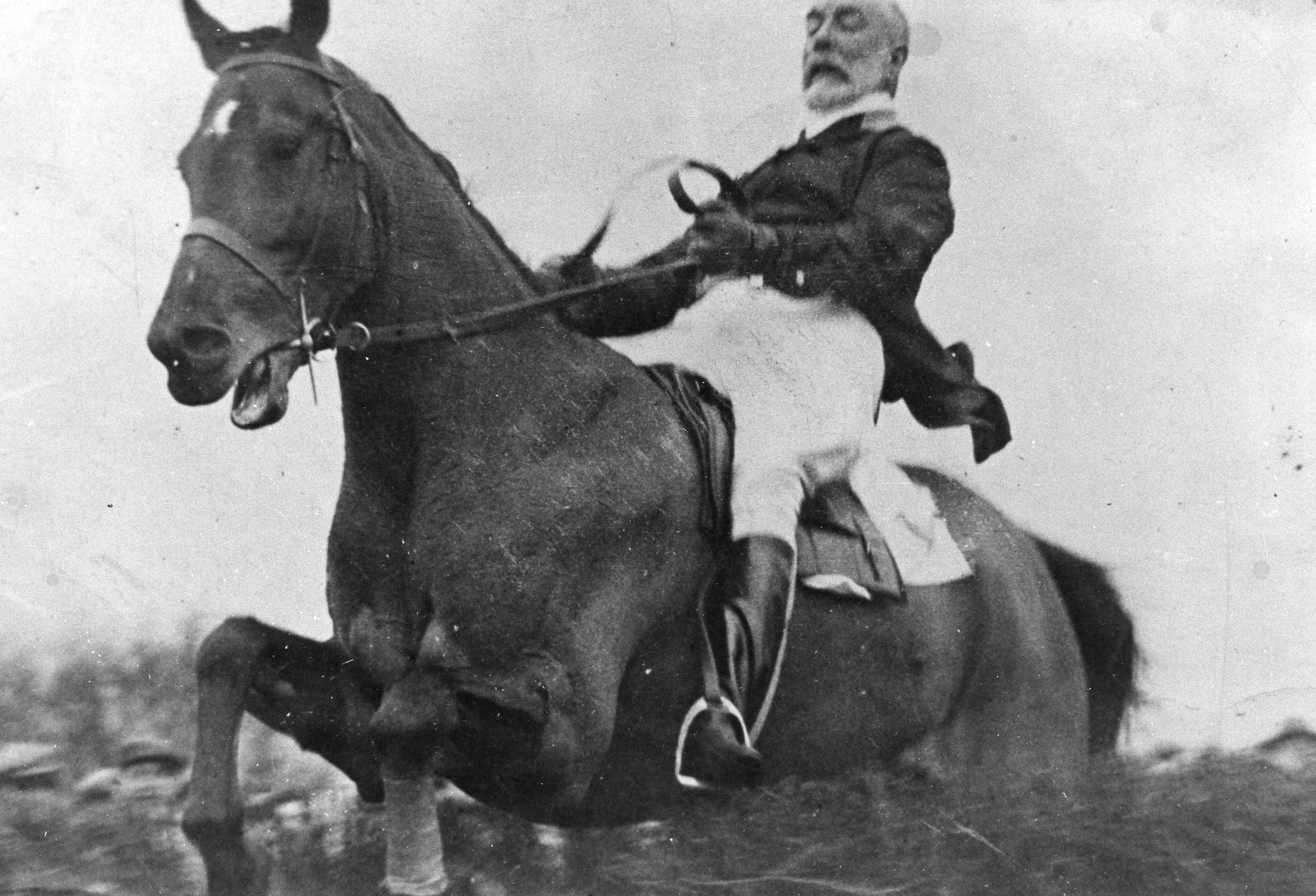
Salto pre-caprilliano

- Nell'avvicinamento al salto, il cavaliere deve mantenere il controllo del cavallo e del proprio corpo nell'affrontare l'ostacolo, mantenendo una regolarità nelle falcate di galoppo allungando o accorciando le falcate in modo da arrivare alla distanza giusta, cercando di evitare di anticipare il salto ma di seguire il movimento naturale del cavallo senza rimanere appeso alle redini, mantenendo le gambe strette e vicine al cavallo per poterlo incitare a saltare; il controllo dell'equilibrio è fondamentale per mantenersi in equilibrio sul cavallo mentre questo si muove, e per facilitare la conduzione dello stesso; a seconda di dove il cavaliere mette peso avrà un certo tipo di risposta (per esempio per eseguire una spalla in dentro) quindi il cavaliere deve disporre il proprio corpo sul cavallo in modo che vi sia un costante equilibrio, ed è ottimale quando il baricentro del cavaliere e quello del cavallo consentono l'insieme.

## Gli ostacoli
Gli ostacoli sono formati da barriere poggiate su sostegni (detti "pilieri"), e da elementi riempitivi e/o decorativi. La differenza principale tra i salti è quella tra "verticali" e "larghi".
- Verticali: ne fanno parte tutti quei salti sviluppati in senso verticale comprese le parti che lo compongono come i piedi, definiti anche da cancelletti o da barriere a terra.
- oxer: gli elementi sono posti su due linee verticali diversi. Tra i due elementi che formano l'oxer
- Largo invitante: nel largo invitante la barriera del primo elemento viene posta leggermente più in basso rispetto a quella della seconda linea verticale.
- Passaggio di sentiero: sono quei larghi dove al loro centro viene posta una piccola siepe e al loro centro vi ci può passare una persona tanto sono ampi.

I salti possono essere combinati tra di loro per formare altri tipi di ostacoli.
- gabbia: ostacolo formato da due elementi (solitamente un verticale ed un largo) posti ad una distanza fissa.
- doppia gabbia: ostacolo formato da 3 elementi (solitamente 2 verticali ed un largo) posti ad una distanza fissa.
- verticale su fosso
- riviera
- linee: sono due salti rispettivamente uno in fronte all'altro, ma con una distanza superiore ai 7m, in una linea troveremo sempre più di 2 falcate di galoppo.

Gli ostacoli possono essere di diversi tipi:
- verticale: ostacolo basilare del salto ostacoli, può essere formato da barriere o tavole con eventuale cancelletto sotto
- Barriere incrociate (o croce): ostacolo formato da due barriere incrociate, in cui per regolamento FISE i cucchiai porta barriera non possono essere più in alto di 120 cm per non creare un fronte troppo stretto.
- croce di sant'andrea: croce messa parallela e orizzontalmente rispetto al campo.
- oxer squadrato: formato da un verticale con una barriera supplementare posta posteriormente, richiede un buon addestramento perché nel punto più alto della parabola il cavallo si trova a metà delle due barriere.
- oxer a scalare: identico all'oxer, con la differenza che la barriera posteriore viene posta più in alto rispetto all'anteriore.
- triplice: ostacolo simile all'oxer a scalare, con l'aggiunta di una barriera posteriore.
- muro: ostacolo con la forma di un muro di mattoni, formato da blocchi di plastica. Utilizzato principalmente nella categoria di potenza.
- riviera: ostacolo costituito da un piccolo laghetto artificiale di forma rettangolare, interrato.
- Ferro da stiro: L'attenzione del cavallo è posta sul 3º elemento che invita ad una maggior distensione del rachide e l'abbassamento dell'incollatura, è composto da 3 barriere di cui due a terra e una sollevata.
- Fosso: ostacolo (solitamente un verticale), ha al di sotto delle barriere una sorta di piccola riviera (questo tipo di ostacolo inizia ad essere presente nelle gare da 115 cm in poi).

## Classificazione
A partire dal 2006, i cavalieri e le amazzoni tesserati presso un centro autorizzato FISE o un centro affiliato FISE vengono classificati in base all'età (considerando l'anno solare):
- Giovanissimi: età compresa tra i 4 anni e i 12 anni;
- Children: età compresa tra i 12 e i 14 anni;
- Juniores: età compresa tra i 14 e i 18 anni;
- Young riders: età compresa tra i 18 e i 21 anni;
- Seniores: età superiore a 21 anni;
- Veterani: amazzoni di età non inferiore ai 45 anni e cavalieri di età non inferiore ai 49 anni;
- Amazzoni: concorrenti di sesso femminile a partire dal 19º anno di età.

### Classificazione patenti
Per poter gareggiare nei concorsi autorizzati dalla FISE, i cavalieri e le amazzoni devono essere tesserati presso un centro autorizzato FISE o affiliato, e devono essere titolari di una "patente" che ne attesti l'idoneità a gareggiare in determinate categorie.
Le patenti FISE per il salto ostacoli sono così suddivise:
- A (patentino ludico): viene rilasciata dal centro ippico, consente di partecipare, dopo 6 mesi dal rilascio, a categorie fino 80 cm di altezza.
- B (brevetto):  permette di poter partecipare a categorie di altezza massima 115; il brevetto viene rilasciato dall'istruttore o può essere conferito con esame teorico e pratico.
- G1 (primo grado): autorizza a partecipare a categorie di altezza compresa tra 115 cm e 135 cm. Per il conseguimento di questa patente bisogna raggiungere un punteggio prestabilito secondo una determinata tabella predisposta dalla FISE. I cavalieri juniores devono anche sostenere un esame teorico sui principi fondamentali di tecnica equestre e regolamenti sportivi.
- G2 (secondo grado): consente di saltare da 135 in su. È necessario conseguire 150 punti (in base ad una tabella prevista nel regolamento FISE).

È prevista anche la possibilità di retrocedere alla patente di grado inferiore. Per l'eventuale successivo reintegro alla patente di grado superiore è necessario solo fare richiesta al proprio Comitato Regionale all'atto del rinnovo annuale della patente.

## Concorsi
I concorsi ai quali si può partecipare si differenziano tra loro per la progressiva difficoltà (altezza e complessità del percorso), per il tipo (a tempo, di precisione, ecc.) in numerose combinazioni che sono raccolte all'interno del Prontuario FISE (Federazione Italiana Sport Equestri) che ne regola lo svolgimento. Gli ostacoli possono variare in altezza e complessità di presentazione. Pertanto ciò richiede una buona preparazione sia del cavallo che del suo cavaliere.

### Tipologia
In Italia esistono vari tipi di concorsi sia nazionali che internazionali.
- Concorsi nazionali
- Concorsi sociali: realizzati all'interno di un circolo FISE sono riservati ai soci del circolo e agli invitati di circoli della stessa provincia, sono concorsi che si svolgono in una giornata
- Concorsi "C": sono concorsi di un giorno e comprendono categorie ludiche e agonistiche
- Concorsi "B": sono concorsi che si svolgono su due giornate
- Concorsi  "A": sono concorsi che si svolgono su 3 giorni comprendono categorie da 40 a 145 cm
- Concorsi internazionali: CSI si distinguono per il numero di stelle (fino a 5)
- Concorsi a squadre: ogni team ippico deve creare una squadra di quattro concorrenti di diverse categorie. Il regolamento prevede che non vi sia un misto di pony e cavalli in squadra, bensì o una squadra di soli pony, o una di soli cavalli. Questo tipo di concorso prevede che ogni concorrente di ciascuna squadra ripeta uno stesso percorso due volte, a meno che la squadra non sia eliminata durante la prima manche (ciò avviene quando due o più cavalli di un team vengono eliminati). Nel caso in cui la squadra non venga eliminata e passi alla seconda manche, viene scartato il peggiore tra i quattro punteggi, per poi sommare i restanti in finale e determinare una classifica. Vince il team con il punteggio migliore.

### Categorie
In ogni concorso ippico possono essere programmate una serie di categorie, che si differenziano in base all'altezza prevista per i vari salti. Le categorie sono aperte sia ai pony (indicate da una P) che ai cavalli, con esclusione di quelle specificatamente riservate:
- L40: (categoria per pony e cavalli) patente: A. Senza combinazioni, ostacoli n°6.
- L60: (categoria per pony e cavalli) patente: A. Senza combinazioni, ostacoli n°6.
- LP70:  altezza massima 70 cm.
- LB(P)80: con cavalieri muniti di patente A oppure B, in questa categoria sono previsti percorsi di precisione o di regolarità quando alla manifestazione partecipano sia pony che cavalli se invece sono riservate pony o viceversa possono avere anche la gabbia e possono essere percorsi di equitazione a fasi consecutive a barrage normalmente questi percorsi si trovano nei campionati regionali i più comuni sono quelli di precisione e di regolarità.
- B(P)90: con cavalieri muniti di patente B. Percorso di 10 ostacoli altezza massima 90 cm larghezza massima 90 cm con una combinazione facoltativa (gabbia). Può essere programmata nelle seguenti formule: precisione, barrage di precisione, regolarità.
- B(P)100: altezza massima 100 cm con una gabbia obbligatoria o doppia gabbia facoltativa. Può essere programmata con le seguenti formule: precisione, barrage di precisione, regolarità. È necessaria la patente B per potervi partecipare.
- B(P)105: con cavalieri muniti di patente B.  Percorso di 10 ostacoli altezza massima 105 cm con una o due gabbie obbligatorie o con doppia gabbia facoltativa. Può essere programmate nelle seguenti formule: precisione, regolarità, barrage di precisione, barrage, barrage consecutivi, fasi consecutive.
- B(P)110: altezza massima 110 cm con una o due gabbie obbligatorie. È necessaria la patente B. per potervi partecipare.
- C(P)115: altezza massima 115 cm con presenza di una gabbia. Eventuale riviera di larghezza massima 300 cm Per questa categoria sono ammessi anche i titolari di patente di B. (che non sono ammessi a categorie di altezza superiore fino al ritiro del G1).

Categorie riservate alle patenti G1:
- C(P)120: altezza massima 120 cm con presenza di una o due gabbie e/o una doppia gabbia. Eventuale riviera di larghezza massima 310 cm.
- C(P)125: altezza massima 125 cm con una o due gabbie e/o una doppia gabbia. Eventuale riviera di lunghezza massima 320 cm.
- C(P)130: altezza massima 130 cm con una o due gabbie obbligatorie e/o una doppia gabbia. Eventuale riviera di larghezza massima 330 cm.
- C(P)135: altezza massima 135 cm con una o due gabbie obbligatorie e/o una doppia gabbia. Eventuale riviera di lunghezza massima 340 cm.

Categorie riservate alle patenti G2:
- C140: categoria riservata a cavalieri ed amazzoni muniti di 2º grado, altezza massima 140 cm con una o due gabbie obbligatorie e/o una doppia gabbia. Eventuale rivierea di lunghezza massima 340 cm.
- C145 "Gran Premio": categoria riservata a cavalieri ed amazzoni muniti di 2º grado, altezza massima 145 cm con una o due gabbie obbligatorie e/o una doppia gabbia. Eventuale riviera di lunghezza massima 340 cm.
- C150: altezza massima 150 cm, con presenza di una o due gabbie, eventuale riviera, eventuale triplice o doppia gabbia.
- C160: altezza massima 160 cm, con presenza di una o due gabbie, eventuale riviera, eventuale triplice o doppia gabbia.

Oltre che per altezza, le categorie possono essere suddivise anche in base al tipo:
- categorie di precisione: tutti i concorrenti che effettuano il percorso con 0 penalità vengono considerati 1º ex aequo nella classifica finale della categoria.
- categorie di equitazione: il percorso di ogni concorrente viene valutato da due giudici, detti appunto "giudici di equitazione". Ciascuno dei giudici assegnerà un voto da 1 a 10 per ogni salto effettuato dal concorrente, valutandone la correttezza nell'assetto e nell'avvicinamento al salto. Vengono anche valutati il modo in cui il concorrente effettua il saluto alla giuria prima dell'inizio del percorso, l'atteggiamento del cavallo ed altri parametri. Il giudizio finale sul percorso è dato dalla media della somma dei voti espressi dai giudici, e le relative schede di valutazione ed eventuali commenti sono poi visibili dai concorrenti.
- categoria combinata: categoria in cui il concorrente, effettuando un solo percorso, partecipa a due classifiche, una per la categoria di precisione e una per la categoria di equitazione.
- categorie a barrage: per "barrage" si intendono quei secondi o eventuali terzi percorsi che si effettuano dopo il percorso base. Si distinguono in barrage, barrage di precisione, barrage consecutivo, barrage a fasi consecutive.
- categorie di regolarità: il binomio deve completare il percorso avvicinandosi il più possibile al tempo deciso precedentemente dai giudici.
- categorie a due manches: la seconda manche, a tempo, è accessibile solo al 20% dei partecipanti e comunque a tutti coloro che hanno completato il percorso base senza penalità.
- categorie miste: prevedono una seconda manche nel caso in cui ci siano almeno 2 percorsi netti al giro base. In ogni caso nella classifica finale si tiene conto del tempo impiegato nel primo percorso.
- Tabella A: i concorrenti completano un percorso in cui si tiene conto delle penalità, 4 per ogni barriera.
- Tabella C: i concorrenti svolgono un percorso il più velocemente possibile, ma per ogni ostacolo abbattuto si aggiungono 5 secondi al tempo impiegato.
- categorie speciali a fase consecutive: dal percorso base, se eseguito senza errori, si accede direttamente ai successivi 4 o 5 ostacoli che vanno eseguiti sul modello della categoria a tab. A.
- categorie a difficoltà progressive
- categorie a fase consecutive: Ci sono due fasi nella gara, la prima parte è composta da 8 ostacoli (Se fino a questi compreso l'8, si è fatto netto si continua) nella 2ª fase ci sono 4 o 5 ostacoli, sommando 8+4=12 o 8+5=13 in totale sono infatti 12 o 15 ostacoli. Nella 2ª fase si può trovare anche un'altra gabbia.

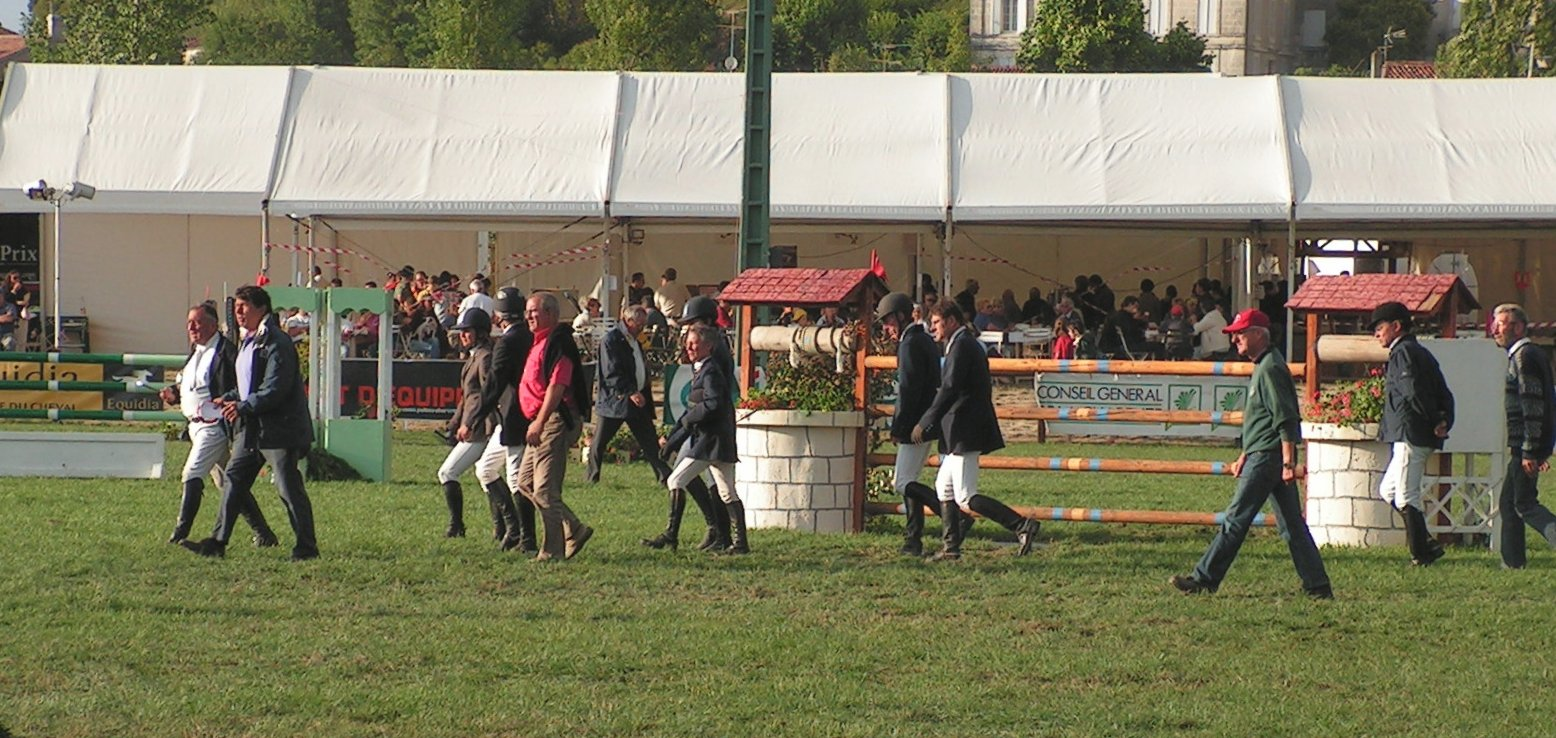
Ricognizione prima della gara

### Svolgimento
I tracciati di solito sono di 700–1000 m, vanno affrontati ad una velocità di 350/400 m/min e ogni percorso comprende 12-15 ostacoli (talvolta comprese le gabbie). I cavalieri prima di cominciare il concorso a cavallo possono fare la ricognizione a piedi.
Durante le gare internazionali gli atleti possono essere valutati in base a due regolamenti:
- Tabella A: il percorso deve essere effettuato entro un certo tempo e ogni errore o ostacolo non saltato viene trasformato in un punto di penalità, ed ogni secondo passato del tempo prestabilito è un punto di penalità.
- Tabella C: di solito viene utilizzata nei concorsi di velocità, la velocità viene cronometrata e per ogni errore commesso sull'ostacolo (frena del cavallo o abbattimento) vengono sommati 4 secondi al tempo totale. Ovviamente nel caso di doppia frena il concorrente verrà eliminato come da regolamento.

### La gara
Gli ostacoli vengono posizionati all'interno di un campo di gara, secondo le disposizioni di un Direttore di campo e in base ad un grafico che indica la posizione e la forma del salto, oltre alla distanza che intercorre tra un salto e l'altro. Prima di ogni gara viene effettuata la ricognizione a piedi durante la quale i concorrenti, in tenuta da gara, osservano gli ostacoli, il percorso nel suo insieme e misurano le distanze tra un salto e l'altro. Nella maggior parte delle gare le ricognizioni vengono effettuate dagli allievi in compagnia dei loro istruttori che li guidano dando consigli per affrontare il percorso. Viene inoltre concesso ai cavalieri di esercitarsi nel salto in appositi campi prova, grazie alla presenza di almeno un verticale e un oxer, prima che la gara cominci.

### Divisa da gara
La divisa regolamentare prevede:
- giacca nera o scura;
- stivali o ghette (introdotte dal regolamento 2010) o stivaletto per i cavalieri su pony;
- camicia normale o alla coreana;
- pantaloni bianchi o beige (eccetto i militari, i cui colori si differenziano in base al corpo di appartenenza);
- cap;
- (facoltativi) guanti bianchi o neri che nelle riprese della disciplina del completo possono essere di qualsiasi colore, a discrezione del cavaliere;
- capelli raccolti in una retina o comunque legati (non solo nelle categorie di dressage ma anche per il salto a ostacoli e completo).

Se con giacca rossa:
- stivali neri, con eventuale risvolto marrone
- camicia, pantaloni, cap, cravatta, guanti

Nel periodo maggio/settembre (o a discrezione del comitato organizzatore) sono autorizzate le divise estive, e la giacca può essere sostituita da una polo bianca o dei colori del circolo di appartenenza. In questo caso la polo è obbligatoria, altrimenti è concesso l'uso della camicia a patto che sopra di essa venga indossata la giacca. In caso di maltempo il comitato organizzatore può autorizzare l'uso di giubbini impermeabili al posto della giacca. Nel periodo ottobre/aprile, la giacca è obbligatoria. In alternativa, in gara si può portare anche una felpa dello stesso maneggio per alcune categorie di salto ostacoli di colore blu o nera.

### Regolamento
Nei concorsi a ostacoli l'obiettivo è terminare il percorso il più velocemente possibile senza l'abbattimento o lo scarto di nessun ostacolo (i quali comportano punti di penalità). All'inizio di ciascuna categoria viene comunicato un tempo massimo e un tempo limite.
- tempo massimo: viene calcolato in base alla lunghezza del percorso, e il suo superamento determina delle penalità.
- tempo limite: è il doppio del tempo massimo e il suo superamento determina l'eliminazione del binomio.

Una regola fondamentale riguarda il cap: anche se, superati i 18 anni, in allenamento diventa facoltativo, in gara esso è sempre obbligatorio.
In campo gara e in campo prova è proibito l’uso di frusta di lunghezza superiore a 75 cm. In campo prova, esclusivamente per il lavoro in piano, è autorizzato l’uso della frusta lunga da dressage (max 110 cm).
È proibito l’uso di speroni che possano ferire il cavallo.

### Penalità
Le penalità vengono così calcolate:
- 4 penalità per ogni ostacolo abbattuto (tab A); per la tab C sono 4 secondi
- 4 penalità per la prima disobbedienza (rifiuto del cavallo di saltare o scarto dell'ostacolo); il cavaliere può ripetere il salto una sola volta
- 1 penalità ogni secondo dal superamento del tempo massimo
- Se dopo 45 secondi dal suono della campana il concorrente non ha iniziato il percorso, il tempo parte comunque.
- Se prima dell'inizio del percorso il concorrente fa un circolo passando davanti alla fotocellula, sono 4 penalità.

Il percorso è netto (0 penalità) quando il cavallo non abbatte nessun ostacolo e il percorso viene terminato entro il tempo previsto.

### Motivi di eliminazione
L'eliminazione equivale al divieto per il concorrente di iniziare o continuare la prova.
Cause di eliminazione a discrezione della giuria:
- non entrare in campo alla chiamata del proprio nome o numero di testiera
- non passare attraverso le fotocellule all'inizio e alla fine del percorso
- entrare in campo non a cavallo o uscire a piedi
- ricevere aiuti di compiacenza
- non fermarsi al suono della campana
- non indossare la tenuta regolamentare
- saltare un ostacolo in campo dopo aver tagliato la linea di arrivo, salvo il salto di un ostacolo situato dopo l'arrivo nella stessa direzione non facilmente evitabile

Cause di eliminazione automatica:
- saltare un ostacolo prima del suono della campana
- superare il tempo limite
- incorrere in una difesa per più di 45''
- impiegare più di 45'' a saltare un ostacolo in caso di disobbedienza
- non saltare gli ostacoli nell'ordine prestabilito, detto comunemente errore di percorso
- saltare un ostacolo non facente parte del percorso
- saltare un ostacolo in senso contrario
- saltare più di una volta un ostacolo facoltativo
- la seconda disobbedienza
- maltrattamento del cavallo definito da più di una frustata
- caduta del cavallo o del cavaliere